# Departamento de El Paraíso
El Paraíso es un departamento de Honduras. Su cabecera departamental es Yuscarán. El municipio más poblado es Danlí. Se encuentra a la zona oriente del país, cerca del puesto aduanero y migratorio de "Las Manos" en la frontera con la República de Nicaragua.
El departamento de El Paraíso tiene una extensión territorial de 7,489 km² aproximadamente; las ciudades más grandes del departamento de El Paraíso son: Danlí seguido por El Paraíso.

## Historia
Se formó con los círculos de Danlí, que pertenecía a Olancho, Yuscarán, Texiguat y a Francisco Morazán; (en 1878 Texiguat se anexa de nuevo a Francisco Morazán y en 1886 se agrega al Paraíso). También formó parte de este departamento el pueblo de Guinope. En la primera División Política Territorial de 1825, El Paraíso formaba parte del Departamento de Francisco Morazán, (círculo Texiguat y Yuscarán) y de Olancho, (círculo de Danlí) hasta 1869 en la administración del capitán general José María Medina, cuando es creado formalmente como departamento y nombrado al señor Pedro Sevilla Alvarado, como su primer gobernador. Fue parte hasta 1868 del departamento de Francisco Morazán, hasta la creación definitiva del departamento de El Paraíso en el año de 1869.
La capital departamental es Yuscarán. El Paraíso tiene un área superficial de 7,489 km².

Localización del departamento en Honduras.

## División administrativa
| Municipios del departamento de El Paraíso |                       |                       |                  |
| Imagen faltante                           |                       |                       |                  |
| No.                                       | Municipio             | Cabecera              | Población (2020) |
| 1                                         | Yuscarán              | Yuscarán              | 16 181           |
| 2                                         | Alauca                | Alauca                | 9 653            |
| 3                                         | Danlí                 | Danlí                 | 222 211          |
| 4                                         | El Paraíso            | El Paraíso            | 46 743           |
| 5                                         | Güinope               | Güinope               | 9 589            |
| 6                                         | Jacaleapa             | Jacaleapa             | 4 375            |
| 7                                         | Liure                 | Liure                 | 10 963           |
| 8                                         | Morocelí              | Morocelí              | 18 683           |
| 9                                         | Oropolí               | Oropolí               | 6 191            |
| 10                                        | Potrerillos           | Potrerillos           | 4 999            |
| 11                                        | San Antonio de Flores | San Antonio de Flores | 5 934            |
| 12                                        | San Lucas             | San Lucas             | 8 356            |
| 13                                        | San Matías            | San Matías            | 5 529            |
| 14                                        | Soledad               | Soledad               | 9 354            |
| 15                                        | Teupasenti            | Teupasenti            | 48 378           |
| 16                                        | Texiguat              | Texiguat              | 8 895            |
| 17                                        | Trojes                | Trojes                | 53 921           |
| 18                                        | Vado Ancho            | Vado Ancho            | 4 125            |
| 19                                        | Yauyupe               | Yauyupe               | 1 441            |

## Diputados
El departamento de El Paraíso tiene una representación de 6 diputados en el Congreso Nacional de Honduras.
| Diputado         | Partido                |
| ---------------- | ---------------------- |
| Gustavo González | Partido Nacional       |
| Ramón Carranza   | Partido Nacional       |
| Walter Chávez    | Partido Nacional       |
| Mario Argeñal    | Libertad y Refundación |
| John García      | Libertad y Refundación |
| Mario Segura     | Partido Liberal        |